# 히라노 가이
히라노 가이(일본어: 平野 甲斐, 1987년 8월 16일 ~ )는 일본의 전 축구 선수이다.

## 구단 경력
과거 카탈레 도야마, 세레소 오사카에서 활동하였다.